# Port lotniczy Münster/Osnabrück
Port lotniczy Münster/Osnabrück (Flughafen Münster/Osnabrück) – lotnisko położone 25 km od Münsteru i 40 km od Osnabrücku. Jest 4. portem lotniczym w Nadrenii Północnej-Westfalii. W 2005 obsłużył około 1,5 mln pasażerów.

## Linie lotnicze i połączenia
| Linia lotnicza    | Kierunek |
| ----------------- | --- |
| Aegean Airlines   | Sezonowe czartery: 1. Heraklion                                                                                            |
| Air Cairo         | Sezonowo: 1. Hurghada |
| Corendon Airlines | Sezonowo: 1. Antalya 2. Hurghada                                                                                           |
| Eurowings         | 1. Palma de Mallorca |
| GP Aviation       | Czartery: 1. / Prisztina                                                                                                   |
| Lufthansa         | 1. Frankfurt 2. Monachium                                                                                                  |
| Nouvelair         | Sezonowo: 1. Monastyr |
| Ryanair           | Sezonowo: 1. Korfu 2. Palma de Mallorca 3. Zadar                                                                           |
| SmartLynx         | Sezonowe czartery: 1. Fuerteventura 2. Gran Canaria 3. Heraklion 4. Kos 5. Palma de Mallorca 6. Rodos 7. Teneryfa-Południe |
| Smartwings        | Sezonowe czartery: 1. Gran Canaria                                                                                         |
| SunExpress        | 1. Antalya |
| Tailwind Airlines | Sezonowe czartery: 1. Antalya                                                                                              |